# Hans-Günther Roßbach
Hans-Günther Roßbach (* 1951 in Bonn) ist ein deutscher Erziehungswissenschaftler und Bildungsforscher.
Roßbach studierte Pädagogik, Psychologie und Soziologie in Bonn, Köln und Münster (Westfalen) mit dem Abschluss 1977 als Diplom-Pädagoge. 1981 wurde er zum Dr. phil. promoviert, 1993 habilitiert er sich. Von 1995 bis 2002 war er Professor für Allgemeine Didaktik/Unterrichtsforschung an der Universität Lüneburg. Er war von 2002 bis 2017 Inhaber des Lehrstuhls für Elementar- und Familienpädagogik an der Otto-Friedrich-Universität Bamberg. Vom 1. August 2012 bis zum 31. März 2017 war Hans-Günther Roßbach Leiter des Nationalen Bildungspanels (National Educational Panel Study, NEPS). Hans-Günther Roßbach ist Gründungsdirektor des Leibniz-Institut für Bildungsverläufe an der Otto-Friedrich-Universität Bamberg, das seit 1. Januar 2014 das Nationale Bildungspanel und weitere Studien im Bereich der Bildungsforschung betreibt.
Roßbach ist Mitherausgeber der Zeitschrift für Erziehungswissenschaft und gehört dem Beirat der Zeitschriften Diskurs Kindheits- und Jugendforschung, Empirische Pädagogik und Zeitschrift für Familienforschung an.